# Iury Castilho
Iury, właśc. Iury Lírio Freitas de Castilho (ur. 6 września 1995 w Rio de Janeiro w stanie Rio de Janeiro) – brazylijski piłkarz, grający na pozycji napastnika w saudyjskim klubie Al-Fayha FC (wypożyczony z Al-Nasr Dubaj).

## Życiorys

### Kariera klubowa
Wychowanek klubów Tigres do Brasil i Avaí FC. W 2014 rozpoczął karierę piłkarską w klubie Avaí FC. 20 lipca 2017 zasilił skład ukraińskiej Zorii Ługańsk. 7 czerwca 2018 przeszedł do Al-Nasr Dubaj. 18 stycznia 2019 został wypożyczony do saudyjskiego klubu Al-Fayha FC.